# ヨアヒム・パイパー
ヨアヒム・パイパー（Joachim Peiper、1915年1月30日 - 1976年7月14日）は、ナチス・ドイツの武装親衛隊隊員。最終階級はSS大佐。「ヨッヘン（Jochen）」の愛称で呼ばれた。

## 生い立ち
パイパーは、1915年ベルリンの軍人家庭に三人兄弟の三男として生まれた。
長兄ハンス＝ハッソーは1931年に自殺を図るが意識不明のまま1942年に死亡した。次兄ホルストもSS士官となり、第3SS装甲師団の偵察大隊長になったが、1941年に同性愛疑惑をかけられて自殺した。
陸軍士官でアフリカやトルコでの勤務経験があった父ヴォルデマールの影響から軍隊に憧れていたパイパーは、1934年、19歳で親衛隊特務部隊へ志願。入隊後、選抜されてSS士官学校(SS-Junkerschulen)へ入校し、卒業後はSS少尉に任官された。
パイパーは、SSが理想とする模範的なアーリア人種であったため、1938年には、親衛隊長官ハインリヒ・ヒムラーの副官を務めた。

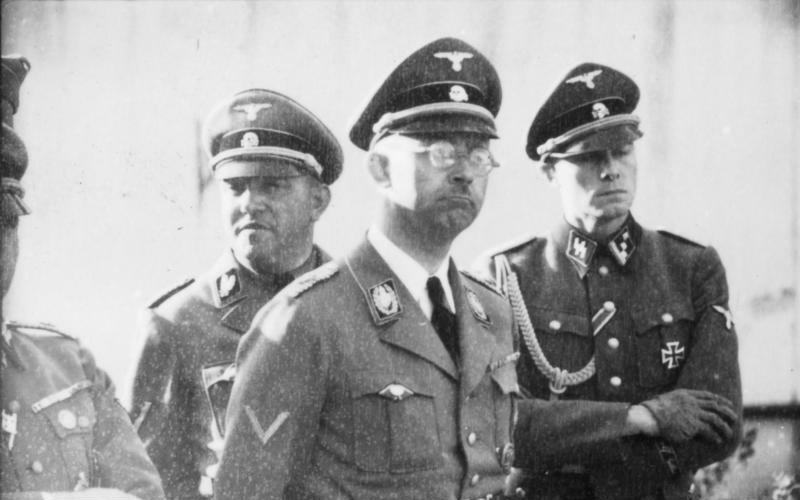
ヒムラーとパイパー（右端）（1940年）

## 第二次世界大戦
パイパーは1938年にライプシュタンダーテ SS アドルフ・ヒトラー(LSSAH)連隊の第11中隊長となる。同連隊は第二次世界大戦にポーランドに出陣した。
1940年、西方電撃戦で一級鉄十字章を受章。1941年、LSSAH 連隊は旅団に拡大。バルカン、ソ連に転戦する。1942年に LSSAH は、師団に格上げされる。1943年にパイパーは親衛隊少佐に昇進、第2SS装甲擲弾兵連隊第3大隊長に任じられる。2月の第三次ハリコフ攻防戦で騎士鉄十字章を受章する。
同年7月にはベニート・ムッソリーニ政権の崩壊したイタリアへ行き、北部においてイタリア軍の武装解除、平定を実施。この際にパイパーはあるユダヤ人を助けた。イスラエルに逃れた彼は戦後、パイパーの裁判で弁護をした。9月には指揮下である第14中隊の下士官2名がイタリア兵に連行され、オットー・ディンセ親衛隊中尉（SS-Obersturmführer Otto Dinse）に連れ戻すように命令したが、ボーヴェス村で待ち伏せされ、第3大隊総力で救出に向かう。しかしここでも待ち伏せを受けたパイパーは村に砲撃を行い、ディンセSS中尉と下士官2名を脱出させることができた。この砲撃によって民間人33名が死亡し（ボーヴェスの虐殺）、これが戦後の裁判でパイパーが死刑宣告を受ける第2の理由となる。12月にはSS第1戦車連隊長（ドイツ軍最年少の連隊長）に任じられる。
イタリアでの戦功により1944年1月27日に柏葉付騎士鉄十字章を受章し、同時に親衛隊中佐に昇進。6月の連合軍のノルマンディー上陸作戦直後、SS第一装甲師団 LSSAH はカーン戦区に投入され、イギリス軍と激戦を繰り広げる。特に前線突破を目指す連合軍のグッドウッド作戦では112高地で巧みな防衛戦を敢行、80両もの戦車を撃破し、連合軍を敗退させる。その後、ファレーズ・ポケットで包囲されるも脱出に成功し、ドイツ本国で部隊を再編成する。

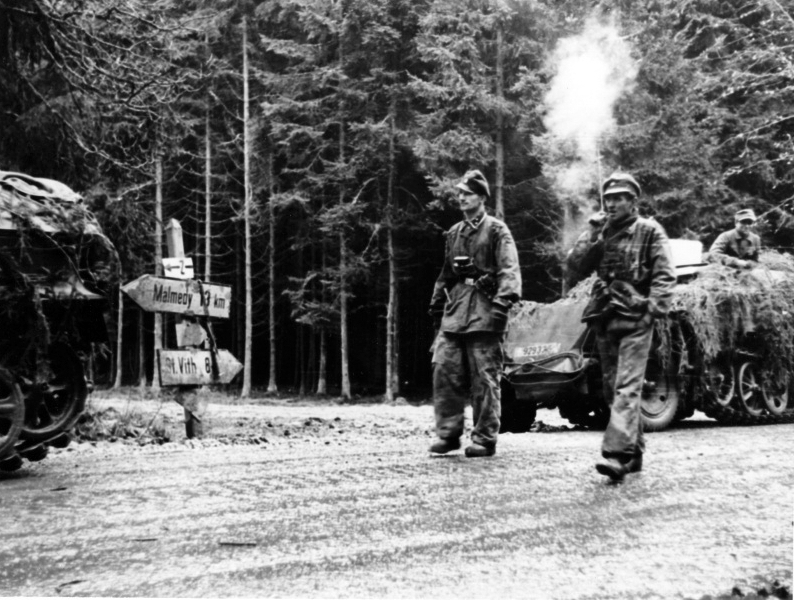
マルメディでのパイパー戦闘団

同年12月のアルデンヌ攻勢では、先鋒部隊として米軍陣地を突破することを期待され、特別編成のパイパー戦闘団（SS第1戦車連隊のIV号戦車、V号戦車パンター計約70両、第501SS重戦車大隊第1・第3中隊のVI号戦車ティーガーII20両の他、SS第2装甲擲弾兵連隊第3大隊、SS第1装甲工兵大隊第3中隊、SS第1装甲砲兵連隊第2大隊、空軍第84突撃高射砲大隊から成る戦闘団）を指揮し、アントウェルペン攻略を目指す。この時の戦功により1945年1月11日に柏葉剣付騎士鉄十字章を受章するが、結局パイパーは米軍の頑強な抵抗と燃料不足、友軍との連携不足により米軍に包囲され、重装備を廃棄して撤退する。（作戦行動中にパイパー指揮下の部隊が捕虜のアメリカ兵多数を殺害するマルメディ虐殺事件が起きた。これが戦後の裁判で死刑宣告を受ける第1の理由になる。）
1945年に入ると、SS第一装甲師団はオーストリアに迫るソ連軍に反撃すべくハンガリーに送られ、終戦まで同地からオーストリアにかけてソ連軍と戦う。終戦によりザンクト・ペルテンで師団ごとアメリカ軍に降伏し、武装解除を受ける。

## 戦後
第二次世界大戦後、パイパーはマルメディ虐殺事件への関与の疑いで他の武装親衛隊員と共に裁判にかけられ、絞首刑による死刑が宣告された。しかし彼は銃殺を希望し、それが認められている。マルメディ虐殺事件の被告の多くは死刑から減刑され、懲役刑に服することとなった。パイパーは11年6ヶ月の刑期の多くを独居房で過ごし、1956年12月31日に仮釈放された。
パイパーは釈放後、ポルシェやフォルクスワーゲンに勤務したが、いずれも「非ナチ化」で糾弾されて短期間で退職に追い込まれている。後にフランスの国家主義者ゴーティエの支援を受け、偽名でフランス・オート＝ソーヌ県のトラヴェスに家族と隠遁し、そこで翻訳家として生活した。しかし、1976年にフランス共産党活動家の店で小切手を使用したことから身元が露見し、彼を糾弾するチラシが近隣に配布され、7月14日に殺害する予告がなされた。フランス政府から7月14日のパリ祭当日までに出国を命じられた。その前日の7月13日夜、自宅に火炎瓶が投げ込まれパイパーは焼死した。家族は事前にドイツへ避難していたため無事だった。実行犯は特定されなかったものの、フランス共産党活動家の犯行が疑われた。
遺体は父母兄弟や妻が葬られているバイエルンの墓地に埋葬された。

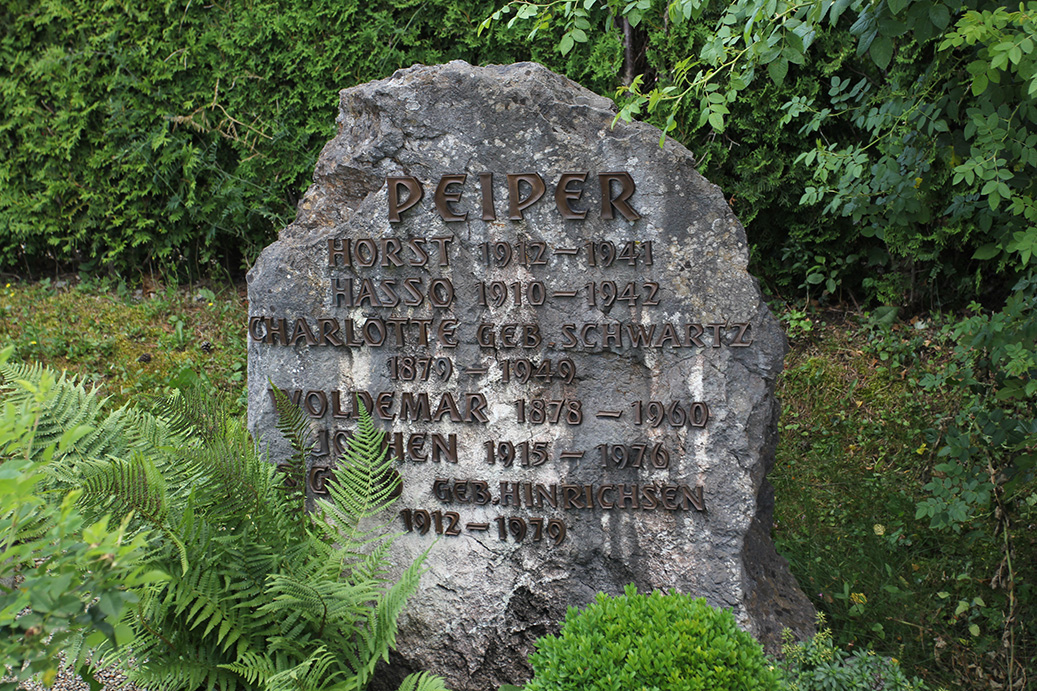
パイパーの墓（ショーンドルフ）

彼が死亡した家の所有権は、彼の息子のハインリヒにあり、現在も事件当時のまま放置されている。

## 人物
パイパーは金髪碧眼で長身の体躯、容貌の良さから、理想的な北方ゲルマン人の親衛隊隊員像としてイメージされ、フィギュアに再現され製品化もされている。